# تکنواز (فیلم)
تکنواز (به انگلیسی: The Soloist) فیلمی در ژانر درام محصول ۲۰۰۹ انگلیس-آمریکا، به کارگردانی جو رایت و بازیگری جیمی فاکس و رابرت داونی جونیور است. فیلم‌نامه این فیلم توسط سوزانا گرانت بر اساس داستان واقعی زندگی ناتانیل آیرز، موسیقی‌دان آمریکایی به رشته تحریر درآمده است.
جیمی فاکس در نقش ناتانیل آیرز می‌باشد. آیرز نوازنده نابغه ویولنسل است که به دلیل بیماری اسکیزوفرنی بی‌خانمان شده. رابرت داونی هم نقش روزنامه‌نگاری به نام لوپز را بازی می‌کند.

## بازیگران
- جیمی فاکس در نقش ناتانیل آیرز
- رابرت داونی جونیور در نقش استیو لوپز
- کاترین کینر در نقش مری وستون
- تام هولندر در نقش گراهام کلیدون
- لیسا گی همیلتون در نقش جنیفر
- نلسون الیس در نقش دیوید کارتر
- راچل هاریس در نقش لسلی بلوم
- استیون روت در نقش کورت رینولدز
- لورین توسان در نقش فلو آیرس
- جاستین مارتین در نقش جوانی ناتانیل آیرز
- اکتاویا اسپنسر در نقش زن بیمار
- جنا مالون در نقش پزشک آزمایشگاه
- لیمو اندرسن در نقش عمو تامی
- نوئل جی در نقش پلیس خیابان